# Couleurs du vent
Couleurs du vent (Vrij vertaald: "Kleuren van de wind") is een compositie van Kaija Saariaho. De titel verwijst naar sterfelijkheid.
Saariaho haalde de inspiratie voor dit werk uit twee werken: Cendres (kamermuziek uit 1998) en haar dubbelconcert voor dwarsfluit en cello (...à le fumée). Ze schreef het met de Finse fluitist Mikael Helasvuo voor ogen. Hij en andere fluitisten probeerden het uit te voeren, maar het bleek te lang en te moeilijk. De fluitsite Camilla Hoitenga voerde als experiment een kortere versie uit en de componiste bleek in de zaal te zitten. Saariaho paste het werk aan tot de huidige tien minuten durende versie. Sindsdien heeft het haar weg gevonden naar het repertoire van de altfluit.
Mikael Helasvuo, aan wie het werk ook is opgedragen, speelde het voor het eerst tijdens een kamermuziekfestival in Kuumo op 26 juli 1999. Het werk past in de stijl Eigentijdse klassieke muziek.